# Directive sur la performance énergétique des bâtiments
La directive 2002/91/CE sur la performance énergétique des bâtiments ou DPEB est une directive européenne de 2002, en vigueur depuis le 4 janvier 2006, traduite dans le droit national par les États membres de l'Union européenne. Elle tend à répondre (pour le secteur du bâtiment) aux engagements de l'Union dans le cadre du protocole de Kyoto. Elle implique pour les États membres d'adopter de nouvelles règles en matière d'isolation thermique et de ventilation.
Complétée par la directive « Énergies renouvelables » du 7 septembre 2001, elle vise à réduire les consommations moyennes du bâtiment de 20 % d'ici à 2020 (par rapport à 1990) en recourant à 12 % au moins d'énergies renouvelables d'ici 2010. 
La directive est révisée par deux fois en 2010 et 2018, et son amélioration a de nouveau été proposée par la Commission européenne en décembre 2021.  

## Contenu de la directive
La directive repose sur une méthodologie commune de calcul de la performance énergétique des bâtiments, des normes minimales de performance, des systèmes de certification pour les bâtiments, le contrôle quinquennal des chaudières et des systèmes centraux de climatisation dans les bâtiments ainsi que l'évaluation d'une installation de chauffage lorsqu'elle comporte des chaudières de plus de 15 ans.
La méthodologie commune de calcul devrait intégrer tous les éléments déterminant l'efficacité énergétique et plus seulement la qualité de l'isolation du bâtiment. Cette approche intégrée devrait prendre en compte les éléments tels que :
- les installations de chauffage et de refroidissement,
- les installations d'éclairage,
- l'emplacement et l'orientation du bâtiment,
- la récupération de la chaleur, etc.

Les normes minimales pour les bâtiments sont calculées sur la base de la méthodologie décrite ci-dessus. Les États membres sont tenus de fixer les normes minimales.

### Champ d'application
La directive concerne le secteur résidentiel et le secteur tertiaire (bureaux, bâtiments publics, etc.). Néanmoins, certains bâtiments sont exclus du champ d'application des dispositions relatives à la certification, par exemple les bâtiments historiques, les sites industriels, etc. Elle vise tous les aspects de l'efficacité énergétique des bâtiments en vue d'établir une approche réellement intégrée.
La directive ne prévoit pas de mesures relatives aux équipements non fixes tels que les appareils ménagers. Des mesures relatives à l'étiquetage et le rendement minimal obligatoire ont déjà été mises en œuvre ou sont envisagées dans le cadre du plan d'action sur l'efficacité énergétique.

### Certificats, normes minimales et contrôles
Les certificats doivent être fournis lors de la construction, de la vente ou de la location d'un bâtiment.
D'une part, la directive vise particulièrement la location dans le but d'assurer que le propriétaire, qui d'habitude ne paie pas les frais relatifs à la consommation énergétique, prenne les mesures nécessaires.
D'autre part, elle prévoit aussi que les occupants (des bâtiments) puissent régler leur propre consommation de chauffage et d'eau chaude, pour autant que de telles mesures soient rentables.
Les États membres sont responsables de l'élaboration des normes minimales. Ils sont aussi tenus d'assurer que la certification et le contrôle des bâtiments sont réalisés par du personnel qualifié et indépendant.
La Commission, assistée d'un comité, est responsable de l'adaptation au progrès technique de l'annexe. L'annexe contient les éléments à prendre en considération dans le calcul de la performance énergétique des bâtiments et les exigences relatives au contrôle des chaudières et des systèmes de climatisation centraux.

## Contexte
La directive s'inscrit dans le cadre des initiatives de la Communauté relatives au changement climatique (obligations relevant du protocole de Kyoto) et à la sécurité d'approvisionnement (le Livre vert sur la sécurité d'approvisionnement). D'une part, la Communauté dépend davantage des sources d'énergie externes et, d'autre part, les émissions de gaz à effet de serre sont en hausse. La Communauté ne peut guère infléchir l'approvisionnement en énergie, mais elle peut influencer la demande. Une réduction de la consommation de l'énergie à travers l'amélioration de l'efficacité énergétique constitue donc une des solutions possibles à ces deux problèmes.
La consommation de l'énergie pour les services associés aux bâtiments constitue à peu près un tiers de la consommation énergétique de l'UE. La Commission estime qu'il est possible de faire des économies importantes et de contribuer ainsi aux objectifs relatifs au changement climatique et à la sécurité de l'approvisionnement par des initiatives dans ce domaine. Il est nécessaire d'établir des mesures au niveau communautaire afin d'aborder ces défis de caractère communautaire.
La présente directive fait suite aux mesures concernant les chaudières (92/42/CEE), les produits de construction (89/106/CEE) et les dispositions du programme SAVE relatives aux bâtiments.
S'il est vrai qu'il existe une directive relative à la certification énergétique des bâtiments (directive 93/76/CEE, abrogée par la directive 2006/32/CE), elle a toutefois été adoptée dans un contexte politique différent, avant la conclusion de l'accord de Kyoto et les incertitudes de sécurité d'approvisionnement énergétique de l'Union européenne.
Elle n'a pas les mêmes objectifs que la directive 2002/91/CE. Cette dernière constitue un instrument complémentaire qui propose des actions concrètes afin de combler les lacunes existantes.

## Sources